# Microstigma anomalum
Microstigma anomalum är en trollsländeart som beskrevs av Jules Pièrre Rambur 1842. Microstigma anomalum ingår i släktet Microstigma och familjen Pseudostigmatidae. Inga underarter finns listade i Catalogue of Life.